# Бенавидес-и-Наваррете, Франсиско де Паула
Франсиско де Паула Бенавидес-и-Наваррете (исп. Francisco de Paula Benavides y Navarrete; 14 мая 1810, Баэса, королевство Испания — 30 марта 1895, Сарагоса, королевство Испания) — испанский кардинал, рыцарь Ордена Сантьяго. Епископ Сигуэнцы с 21 декабря 1857 по 31 мая 1875. Патриарх Западной Индии с 5 июля 1875 по 13 мая 1881. Архиепископ Сарагосы с 13 мая 1881 по 30 марта 1895. Кардинал-священник с 12 марта 1877, с титулом церкви Сан-Томмазо-ин-Парионе с 25 июня 1877 по 28 февраля 1879. Кардинал-священник с титулом церкви Сан-Пьетро-ин-Монторио с 28 февраля 1879.